# Wolferschwenda
Wolferschwenda ist ein Ortsteil der Stadt und Landgemeinde Greußen im thüringischen Kyffhäuserkreis.

## Geografie
Wolferschwenda liegt am Rande des Thüringer Beckens nordöstlich der Heilinger Höhen zwischen Großenehrich und Freienbessingen. Es besteht eine Busverbindung nach Ebeleben und Großenehrich.

## Geschichte
Wolferschwenda wurde erstmals in einer Urkunde Kaiser Ottos II. als Voulfheresvouinidon erwähnt. Im Mittelalter wurde der Ort befestigt. 1511 wurde eine Linde gepflanzt, die 1962 gefällt wurde. Im Jahre 1560 kam Wolferschwenda in den Besitz der Grafen von Schwarzburg. Im 16. Jh. hielt die Reformation Einzug, allerdings erhielt der Ort erst 1699 ein eigenes Pfarrhaus. 1778 wurde ein Backhaus erbaut. 1855 bekam Wolferschwenda ein Gasthaus. 1899 wurde eine Schule gebaut. Bis 1918 gehörte der Ort zur Unterherrschaft des Fürstentums Schwarzburg-Sondershausen. 1923 erhielt Wolferschwenda Anschluss an das Elektrizitätsnetz.
Vor der Ankunft der US-Truppen Anfang April 1945 hatten die meisten Einwohner Schutz außerhalb des Ortes im Grabeneinschnitt am Kleinen Bennebach gesucht. Dann fuhren US-Aufklärungspanzer mit zwei Bauern als „Schutzschild“ in das fast menschenleere Dorf. Es wurde Haus für Haus auf Wehrmachtsangehörige durchsucht.
Anfang Juli 1945 wurde Wolferschwenda, wie ganz Thüringen, von den Amerikanern in Umsetzung der Beschlüsse der Konferenz von Jalta an die Rote Armee übergeben und damit Bestandteil der SBZ und ab 1949 der DDR.
Am 1. Januar 2021 schlossen sich die Gemeinde Wolferschwenda sowie die Städte Greußen und Großenehrich zur neuen Stadt und Landgemeinde Greußen zusammen. Zuvor war Ebeleben Erfüllende Gemeinde für Wolferschwenda gewesen.

### Einwohnerentwicklung
Entwicklung der Einwohnerzahl (31. Dezember):
| - 1994: 156 - 1995: 152 - 1996: 153 - 1997: 153 - 1998: 150 - 1999: 160 | - 2000: 148 - 2001: 151 - 2002: 157 - 2003: 164 - 2004: 154 - 2005: 149 | - 2006: 151 - 2007: 146 - 2008: 145 - 2009: 150 - 2010: 142 - 2011: 146 | - 2012: 143 - 2013: 140 - 2014: 140 - 2015: 136 - 2016: 144 - 2017: 140 | - 2018: 136 - 2019: 139 - 2020: 136 |

## Politik
Der Gemeinderat umfasste 6 Mitglieder (alle Freie Wähler Vereinigung). Letzte Bürgermeisterin war Nicole Anton.

## Kultur und Sehenswürdigkeiten

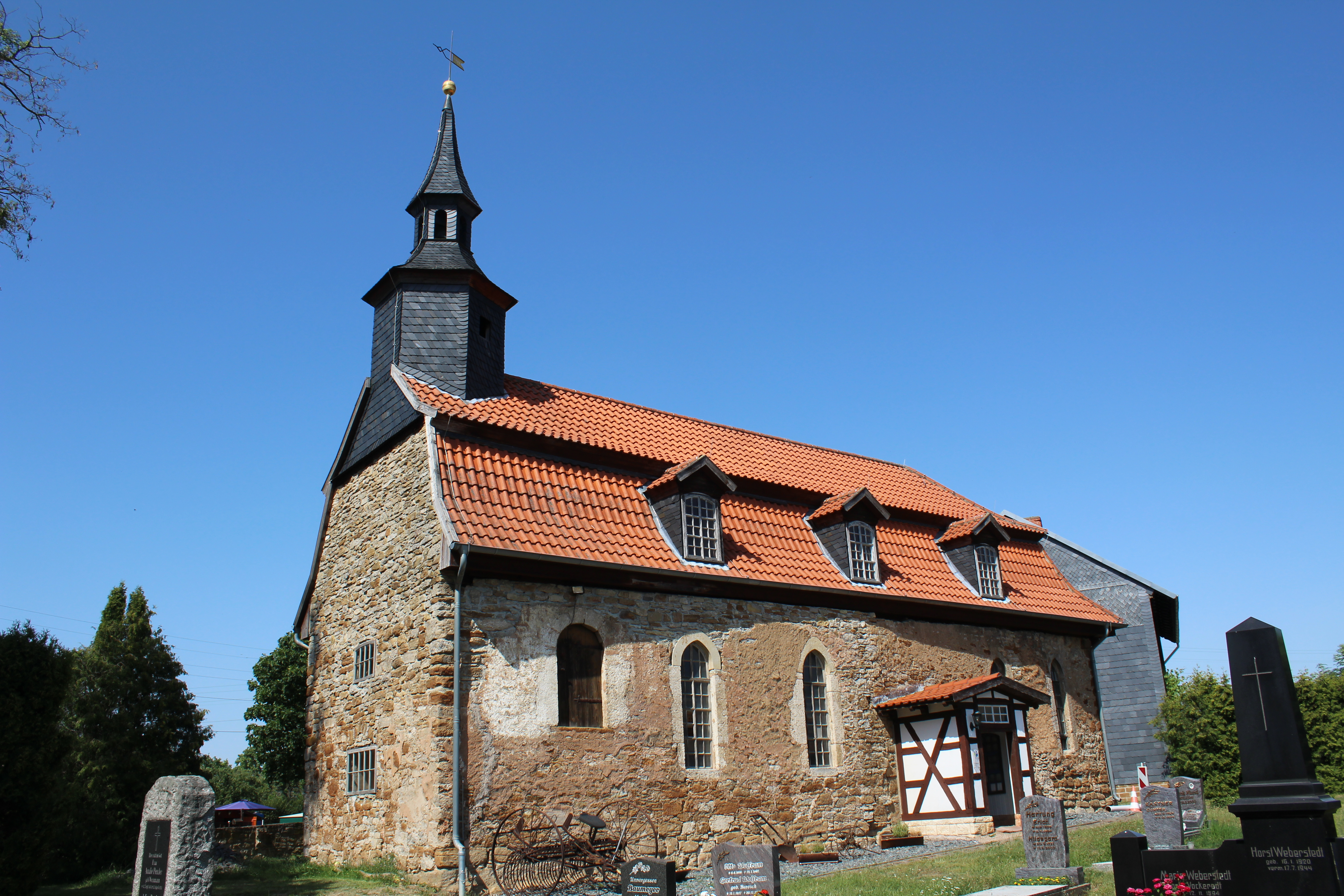
Kirche in Wolferschwenda

- Die evangelische Kirche St. Nicolai ist im Kern eine mittelalterliche Saalkirche mit Dachreiter. Es wurden 1700 und 1805 Renovierungen durchgeführt. Eine Innenrenovierung erfolgte 1920. Innenraum und Ausstattung stammen größtenteils aus dem 17. und 18. Jahrhundert, haben jedoch eine Farbfassung von 1920. Der rechteckige Saal enthält zweigeschossige, dreiseitige Emporen und eine durchlaufende Holztonne. Von einem früheren eingewölbten, vermutlich ausgesonderten Chor ist an der Südostecke der Gewölbeansatz erhalten. Die Mensa ist mittelalterlich. Der im 19. Jahrhundert umgebaute Kanzelaltar ist aus der 1. Hälfte des 17. Jahrhunderts.[3]

## Persönlichkeiten
- Johann Christian Quandt der Ältere (1704–1750), Geistlicher und Angehöriger der Herrnhuter Brüdergemeine
- Louis Weberstedt (1811–1882), Landtagsabgeordneter, Bürgermeister und Landwirt in Wolferschwenda
- Tilo Weberstedt (1845–1917), Landtagsabgeordneter, Bürgermeister und Landwirt in Wolferschwenda